# District de Sawai Madhopur
Le district de Sawai Madhopur est un district de l'état du Rajasthan en Inde.